# Monica Stan
Monica Stan (n. 31 mai 1992, București) este o scenaristă și regizoare de film română care în 2021 a câștigat premiul pentru debut la Festivalul de Film de la Veneția.

## Biografie
S-a născut și a copilărit în București. A făcut liceul I.L.Caragiale și în clasa a 12-a, după un episod depresiv a amânat admiterea la facultate. A făcut apoi un an la Facultatea de Limbi Străine, secția de traducători și interpreți, la Universitatea București și apoi trei ani de psihologie la Royal Holloway, parte a Universității din Londra.
În paralel începe munca de scenarist și apoi se mută în Belgia. Participă la ateliere și programe internaționale precum Reykjavik Talent Laboratory în 2009, the Sarajevo Talent Campus în 2010, Torino Film Lab în 2011, Binger Film Lab în 2012, Colegiul Bienalei de la Venezia în  2014. Scurtmetrajele realizare impreună cu Eva Pervolovici au fost selectate la festivaluri internaționale precum Berlinale 2011 în competiția Berlin Today Award competition,Guanajuato International Film Festival 2016.
În 2012 începe să lucreze la un scenariu filmului Imaculat și după ce lucrează cu mai multe echipe se hotătăște să îl regizeze împreună cu George Chiper-Lillemark. Filmul este apreciat la Veneția primind premiul pentru debut în regie și premiul pentru scenariu scris de cineva sub 40 de ani.
În 2022 este numită director artistic al festivalului de film documentar One World Romania.

## Premii și distincții
- 2015 Menține specială la Festivalul de scurt-metraj Leuven pentru Feel Sad for the Bunny[6]
- 2021 Premiul pentru debut "Leone del Futuro", împreună cu George Chiper-Lillemark pentru filmul „Imaculat”, Festivalului Internațional de Film de la Veneția[7]
- 2021 Premiu pentru regie al secțiunii Giornate degli Autori împreună cu George Chiper-Lillemark pentru filmul „Imaculat"[4]
- 2021 Premiul Authors under 40  pentru cel mai bun scenariu pentru filmul „Imaculat", Festivalului Internațional de Film de la Veneția[7]
- 2022 Premiul FIPRESCI la TIFF pentru filmul „Imaculat"[8][1]

## Filmografie

### Regizor
- 2021 - Imaculat

### Scenarist
- 2009 - Down the Rabbit Hole(scurtmetraj)
- 2010 - Little Red (scurtmetraj)
- 2013 - Marussia , împreună cu Eva Pervolovici
- 2015 - Feel Sad for the Bunny (scurtmetraj), împreună cu Kenneth Mercken